# 384년

## 연호
- 동진(東晉) 태원(太元) 9년
- 전진(前秦) 건원(建元) 20년
- 후연(後燕) 연원(燕元) 원년
- 서연(西燕) 연흥(燕興) 원년
- 후진(後秦) 백작(白雀) 원년

## 기년
- 동진(東晉) 효무제(孝武帝) 12년
- 신라(新羅) 내물 마립간(奈勿麻立干) 29년
- 고구려(高句麗) 소수림왕(小獸林王) 14년 / 고국양왕(故國壤王) 원년
- 백제(百濟) 근구수왕(近仇首王) 10년 / 침류왕(枕流王) 원년

## 사건
- 백제, 어라하 근구수왕 세상을 떠남.  그의 장남이 왕의 자리에 오름.
- 백제에 불교가 전래됨.
- 고구려,  소수림왕 자식 없이 세상을 떠남.  그의 동생 이련이 왕의 자리에 오름.

## 사망
- 고구려(高句麗)의 17대 태왕(太王) 소수림왕(小獸林王)
- 백제(百濟)의 14대 어라하(於羅瑕) 근구수왕(近仇首王)